# Instruction
Instruction is een nummer van de Britse dj Jax Jones uit 2017, met vocalen van de Amerikaanse zangeres Demi Lovato en de Britse rapster Stefflon Don. Het nummer is de tweede single van Jones' debuut-EP Snacks.
Het nummer werd in diverse landen een zomerhit. In het Verenigd Koninkrijk bereikte het de 13e positie. In het Nederlandse taalgebied werd het nummer een bescheiden hitje; met een 25e positie in de Nederlandse Top 40 en een 37e positie in de Vlaamse Ultratop 50.